# هولورد
هولورد (به هلندی: Holwerd) یک منطقهٔ مسکونی در هلند است که در دونگرادیل واقع شده‌است. هولورد ۱٬۶۰۷ نفر جمعیت دارد.